# Prazo
Un prazo (portugais : Prazo da Coroa) était un domaine foncier loué par l'État portugais à des colons ou des marchands en Afrique portugaise pour exploiter les ressources du continent. Les prazos fonctionnaient presque à l'identique d'un système féodal ; ils étaient présents dans la vallée du Zambèze de la toute fin du xvie siècle au xxe siècle. 

## Fonctionnement
Le prazo est une terre appartenant à la couronne portugaise (portugais : Prazo da Coroa), louée en échange d'une redevance annuelle, un système emphytéotique instauré par Alphonse V du Portugal et Manuel I, qui fonctionne en Afrique portugaise à partir du xviie siècle. La première terre concédée l'est en 1596 et les actes les plus anciens qui nous sont parvenus datent de 1612. Le prazero, le locataire emphytéote, est censé être une femme portugaise, et le prazo est transmis par les femmes, obligatoirement portugaises, qui peuvent le transmettre à leurs descendantes, à condition qu'elles soient mariées à un Portugais blanc, et cela pendant trois générations. À l'issue, le gouvernement peut reprendre le prazo ou renouveler le bail. Le prazero est autorisé à employer des Africains, il peut lever une armée privée, la plupart du temps composée d'esclaves, il peut pratiquer le commerce à sa convenance et il est censé maintenir l'ordre et faire respecter la loi sur son domaine. Il est tenu de résider sur la terre concédée et il ne peut ni la vendre ni la sous-louer ; cette clause n'est cependant que rarement respectée, au xixe siècle, dans la province de Tete, 32 prazeros  sont à la tête de 57 prazos. Par ailleurs, la taille des terrains est censée être limitée (trois lieues carrées selon un décret de 1760), et, là encore, la règle n'est pas respectée. En pratique, le Portugal n'exerce aucun contrôle effectif sur la vallée du Zambèze, les lois et décrets restent largement inappliqués et les prazos sont de véritables petits royaumes autonomes,.
Le nombre de personnes concernées est estimé à « quelques centaines » de familles. Le nombre d'esclaves vivant dans les prazos est estimé à 30 000. Ils accueillent aussi des hommes libres, les habitants d'origine de l'endroit, appelés les colonos.
La Couronne attendait du système du prazo qu'il garantisse le contrôle des terres, qu'il stimule la production agricole, qu'il facilite l'implantation de colons et qu'il soit une source de revenu pour le gouvernement. Mais ce fut un échec, à cause de l'absentéisme des locataires, des violentes rivalités entre prazeros, du faible nombre de femmes portugaises, du manque de capitaux et, phénomène sans doute le plus important, de l'opposition des Africains. Le concept de transmission d'une location par les femmes pendant trois générations était étranger aux mœurs locales.
Au début du xixe siècle, les prazos sont mis à mal par la création du royaume de Gaza et la mainmise nguni sur la région. Les prazos de la région de Sena recouvrent graduellement, après les années de sécheresse, une partie de leur prospérité, mais, quoique faisant partie de la colonie portugaise, leurs habitants étant nominalement sujets de la Couronne portugaise, ils sont néanmoins obligés de payer tribut à Soshangane puis à Mzila, les dirigeants du royaume de Gaza.
Le gouvernement tente de réformer le système au milieu du xixe siècle, sans succès. Une autre tentative a lieu en 1890, sans résultat notable. L'introduction du système de compagnies concessionnaires, l'ultimatum britannique de 1890 puis la loi coloniale de 1930 contribuent à la fin des prazos.

## Histoire et culture

### Migrations et métissage
La  vallée du Zambèze devient un centre d'intérêt pour les Portugais dès 1505,, puis, plus tard, devient le principal endroit où s'installent les prazos pour pratiquer le commerce. Au milieu du xvie siècle les modestes implantations réalisées par l'État portugais, Sena, Tete et des comptoirs commerciaux à l'intérieur des terres, entrainent une faible mais durable migration depuis le Portugal vers la vallée zambézienne.
Le premier afflux migratoire portugais dans la vallée du Zambèze est le fait d'individus et de familles issus de la haute société portugaise, récompensés en terres pour leurs services rendus à la Couronne. Il y a des prêtres, des marchands et d'anciens officiers militaires qui jouissent du pouvoir, du prestige et de la richesse. Tous sont profondément dévoués au roi et à la nation et se considèrent comme chargés d'augmenter le prestige du Portugal. Mais, au xviie siècle, le gouvernement portugais tend à se désintéresser de la zone ; sans administration coloniale organisée et avec une armée en nombre réduit, ni convenablement équipée ni formée, la région n'a guère de chances de s'intégrer efficacement dans l'empire colonial portugais.
Le nombre de migrants, encore plus celui des femmes, est réduit, à cause d'un climat difficile fait de chaleur intense et de pluies diluviennes, ainsi qu'à cause des maladies qui rendent la vie difficile. Du fait du manque de femmes européennes, le nombre d'unions entre Européens et autochtones est important, ce qui crée une société métissée spécifique. Au long du xviiie siècle, les Portugais continuent à contracter des unions avec la population locale, laquelle, en retour, s'acculture à leur contact. Au milieu du siècle, la progéniture métissée, les muzungu (en), issue de ces unions, est la plus nombreuse dans la communauté des prazeros. C'est l'une des premières culture métisse importante de la région, qui entretient des relations diplomatiques avec les États voisins,.
Grâce au lien profond avec la culture africaine autochtone transmise par les liens généalogiques, les prazeros sont massivement africanisés, ce qui les amènent, au fil du temps, à se distancier du Portugal. Après s'être revendiqués comme agents de la Couronne, les prazeros, au xviiie siècle, n'acceptent plus leur position subordonnée dans la société. Cette attitude les amènent à refuser de payer des impôts ou à fournir une assistance militaire à la noblesse portugaise, tout en rejetant l'appel lancé par les Portugais à renoncer à leur autonomie. Les prazeros présentent quatre caractéristiques : ils sont résidents permanents sur des terres au-delà des limites de la communauté des colons européens, la plupart des unions matrimoniales sont contractées dans la population autochtone plutôt qu'européenne, ils adoptent pour partie la culture et l'identité locale, et les liens européens en leur sein se perdent, enfin, leur loyauté, malgré leurs origines portugaises, se déplace vers les populations locales.
Leur gouvernance brutale (« Les prazeros étaient célèbres pour  la  brutalité  avec  laquelle  ils  traitaient les  Africains  de  leur  entourage,  serviteurs  volontaires  ou  sujets  asservis ») et leur implication dans la traite esclavagiste choquent les missionnaires chrétiens,. Une monographie résume ainsi le système des prazos : « Ces nouveaux maîtres [des prazos] et leurs descendants adoptent en peu de temps l'attitude de chefs africains : ils règnent dans leurs petits royaumes en souverains absolus, ils entraînent une armée et interviennent dans la politique des tribus qui les entourent. Ils se marient avec des femmes africaines, de sorte que leur identification avec le pouvoir portugais se trouve fortement diminuée après quelques générations. Ils ne se distinguent plus de certains potentats africains. »

### Forces armées
Les armées des prazos, composées de Chikunda (en),, lesquels sont souvent des esclaves capturés, sont une des sources de leur pouvoir. Ces armées privées servent à collecter les taxes, à chasser, mais aussi à protéger les échanges commerciaux avec les autres communautés, voire à les piller.
Elles sont équipées d'armes à feu, ce qui limite les possibilités que les États alentour s'opposent à elles. De fait, les prazeros dominent le commerce de l'ivoire dans la basse vallée du Zambèze durant le xviiie siècle. Avec leurs armes à feu ils peuvent efficacement tuer les éléphants, et ils ne se préoccupent pas des lois et mœurs locales concernant la chasse. Les armées servent aussi aux razzias destinées à se procurer des esclaves qui représentent, pour les prazeros, à la suite de l'or et de l'ivoire, un lucratif commerce, ; certains de ces esclaves servent, paradoxalement, à renforcer ces mêmes armées. Les prazeros contrôlent ainsi la région, les fermiers locaux sont taxés et on attend d'eux qu'ils fournissent la nourriture destinée à la communauté des prazos et à leurs armées. Entre 1630 et 1670, la violence et l'oppression des prazeros conduisent à des exodes des populations de l'endroit.